# Ardisia omalocarpa
Ardisia omalocarpa är en viveväxtart som beskrevs av Ridley. Ardisia omalocarpa ingår i släktet Ardisia och familjen viveväxter. Inga underarter finns listade i Catalogue of Life.